# Teologia de l'alliberament
La teologia de l'alliberament (TA) és una reflexió teològica que va començar a Amèrica Llatina després del Concili Vaticà II i la Conferència de Medellín (Colòmbia, 1968). Els seus ideòlegs més destacats són els sacerdots Gustavo Gutiérrez Merino (peruà), qui el 1973 editaria el primer llibre sobre el tema Historia, Política y Salvación de una Teología de Liberación, i Leonardo Boff (brasiler). És la reacció de part de l'església catòlica d'Amèrica Llatina davant de la situació d'opressió i subdesenvolupament de la majoria de la seva població.

## Principals idees
Algunes de les idees de la Teologia de l'Alliberament són: 
1. La salvació cristiana no pot donar-se sense l'alliberament econòmic, polític, social i ideològic, com signes visibles de la dignitat de l'home.
2. Eliminar l'explotació, les faltes d'oportunitats i injustícies d'aquest món.
3. Garantir l'accés a l'educació i la salut.
4. L'alliberament com presa de consciència davant la realitat socioeconòmica llatinoamericana.
5. La situació actual de la majoria dels llatinoamericans contradiu el designi històric de Déu i la pobresa és un pecat social.
6. No només hi ha pecadors, hi ha víctimes del pecat que necessiten justícia, restauració. Tots som pecadors, però en concret cal distingir entre víctima i victimitzador.
7. Prendre consciència de la lluita de classes optant sempre pels pobres.
8. Afirmar el sistema democràtic aprofundint la conscienciació de les masses sobre els seus veritables enemics per a transformar el sistema vigent.
9. Crear un "home nou" com condició indispensable per a assegurar l'èxit de la transformació social. L'home solidari i creatiu motor de l'activitat humana en contraposició a la mentalitat capitalista d'especulació i esperit de lucre.
10. La lliure acceptació de la doctrina evangèlica, és a dir, primerament procurar a la persona unes condicions de vida dignes i posteriorment el seu adoctrinament evangèlic si la persona vol.

## Opció preferencial pels pobres
L'opció preferencial pels pobres és un principi central de la teologia de l'alliberament d'origen llatinoamericà. Si bé la idea general de la importància dels pobres es troba present des de l'inici de la teologia de l'alliberament a la fi de la dècada de 1960, la noció recentment apareix explícitament en el document final de la III Conferència General de l'Episcopat Llatinoamericà realitzat a l'Estat de Puebla en 1979. Més recentment el teòleg argentí Juan Carlos Scannone ha dit que l'evolució de la teologia de l'alliberament, en el context de la globalització, ha d'actualitzar l'opció pels pobres com una opció pels excluíts.
El principi teològic de l'opció preferencial pels pobres està formulat de manera explícita per primera vegada en el document final aprovat per la III Conferència General de l'Episcopat Llatinoamericà realitzat en Pobla en 1979, que té àmplies referències a la realitat de la pobresa i a la importància d'aquesta situació d'injustícia per a la teologia, així com el compromís que l'Església ha d'adoptar amb el poble pobre:
L'opció preferencial pels pobres s'expressa no solament en el compromís amb les majories desposseïdes, la vinculació amb les cultures populars i el treball de religiosos i laics a les zones més carenciadas, sinó també amb l'exigència d'austeritat per als membres de l'església i l'església mateixa. En aquest sentit un dels corol·laris de l'opció preferencial pels pobres és la proposta de "una Església pobra per als pobres", atribuïda originalment al bisbe d'El Salvador monsenyor Romero, assassinat en 1980.
El teòleg uruguaià Juan Luis Segundo identifica dues tendències en la teologia de l'alliberament referides a l'opció pels pobres: una que manté una relació objectiva amb els pobres i la pobresa, i una altra que identifica el concepte de "pobre" com a "poble" i com a subjecte protagonista del seu propi alliberament. En aquest segon sentit, el pare Gustavo Gutiérrez sosté en el seu llibre La força dels pobres que "perquè aquest alliberament sigui autèntica i plena haurà de ser assumida pel poble oprimit mateix".
Més recentment el teòleg argentí Juan Carlos Scannone ha dit que l'evolució de la teologia de l'alliberament, en el context de la globalització, ha d'actualitzar l'opció pels pobres com una opció pels exclosos.

## La base teològica i conceptual
"La injustícia i la inhumanitat creix als països industrialitzats, la globalització de l'economia duu clarament a la falta de solidaritat de les nostres societats. La Teologia de l'Alliberament a Amèrica Llatina és la primera alternativa contra el capitalisme, la mercantilització global de totes les coses. Ja no només és una teologia contextual llatinoamericana, sinó que, amb el desenvolupament esmentat, es converteix en teologia contextual universal". Un dels seus màxims exponents, el jesuïta i màrtir Ignacio Ellacuría reclama una nova civilització, la civilització de la pobresa, contraposada a la de la riquesa, ja que aquesta s'ha revelat com un nou Moloch que devora a les persones i al planeta. La seva condemna de la riquesa es deu en gran manera als seus fruits de pobresa i opressió en el planeta, a la indiferència que crea en el cor del món ric i desenvolupat. Ellacuría i Sobrino, comparen la mort de persones en el món pobre, en el Sud, amb el Serf de Javeh, i afirmen que posseeixen una santedat elemental, jesuànica.
Referint una nova església dels pobres, el teòleg protestant Jürgen Moltmann, va inaugurar amb les paraules a dalt exposades, una sèrie de conferències sobre el tema de La Teologia de l'Alliberament corrent l'any de 1999 en l'Església Catòlica Alemanya.
La relació del catolicisme i la pobresa, ha estat fonamental per a la història i la difusió de la religió en tots els temps. Donant-li suport de vegades, criticada en altres ocasions, la Teologia de l'Alliberament s'ha dedicat a difondre l'evangeli cristià amb un peculiar estil, tant als països desenvolupats com en aquells menys afavorits.
La seva filosofia és de condemna i d'inclinació a la pobresa. Va sorgir al món catòlic amb la publicació del llibre "Història, Política i Salvació d'Una Teologia de l'Alliberament" del sacerdot jesuïta, ara dominic, peruà Gustavo Gutiérrez Merino, el 1973; això després que el 1968 a la Conferència Episcopal del CELAM s'havia fet èmfasi en el compromís de l'Església Catòlica amb els pobres, el llibre de Gutiérrez es va interpretar així com la resposta i el detonant.
Resulta difícil definir a la Teologia de l'Alliberament però pot partir-se de la base que busca una anàlisi profunda del significat de les classes socials i la seva relació amb la pobresa. Per a arribar a això, insereix el marxisme i altres ideologies socials al cristianisme. Crist és percebut principalment com a "alliberador" de la condició de la pobresa material.

## La reacció del Vaticà
El papa Joan Pau II va sol·licitar de la Congregació per a la Doctrina de la Fe (CDF), amb Joseph Ratzinger al capdavant, dos estudis sobre la teologia de l'alliberament que van ser publicats en dos documents el 1984 i el 1986 amb els noms de Libertatis Nuntius i Libertatis Conscientia,-- on es considerava bàsicament que, malgrat el compromís de l'Església catòlica amb els pobres, la disposició de la teologia de l'alliberament a acceptar postulats d'origen marxista o d'altres ideologies polítiques no era compatible amb la doctrina. Els principals ideòlegs d'aquest moviment han tingut nombrosos conflictes amb el Vaticà per defensar aquestes idees.
Al llarg de la dècada de 1990, Ratzinger, prefecte de la CDF, va continuar condemnant aquests elements de la teologia de l'alliberament, i va prohibir als sacerdots dissidents l'ensenyament d'aquestes doctrines en nom de l'Església Catòlica. Leonardo Boff va ser suspès i d'altres van ser censurats. Tissa Balasuriya, a Sri Lanka, va ser excomunicat. Sebastian Kappen, teòleg de l'Índia, també va ser censurat pel seu llibre Jesús i la llibertat. Sota la influència de Ratzinger, en les escoles de formació teològiques es va prohibir l'ús de l'organització i dels espais de l'Església Catòlica per ensenyar teologia de l'alliberament en el sentit de l'ús de les inacceptables idees marxistes, no en un sentit més ampli.

### Cap a la reconciliació sota el papa Francesc
Segons Roberto Bosca, historiador de la Universitat Austral de Buenos Aires, Jorge Bergoglio (més tard el papa Francesc) tenia "una reputació d'oponent a la TA durant la dècada de 1970", però que "accepta la premissa de la teologia de l'alliberament, especialment l'opció pels pobres, però d'una manera 'no ideològica'". Abans de convertir-se en papa, Bergoglio va dir: "L'opció pels pobres prové dels primers segles del cristianisme. És l'Evangeli mateix. Si hom llegeix alguns dels sermons dels primers pares de l'Església, des del segon o tercer segles, sobre com s'ha de tractar als pobres, es diria que eren maoistes o trotskistes. L'Església sempre ha tingut l'honor d'aquesta opció preferencial pels pobres ... En el Concili Vaticà II l'Església es va redefinir com a Poble de Déu i aquesta idea realment va prendre volada en la Segona Conferència General de l'Episcopat Llatinoamericà, a Medellín". Bosca va dir que Bergoglio no s'oposa a la teologia de l'alliberament per ella mateixa, sinó per "donar una benedicció catòlica a la insurgència armada", específicament els Montoneros, que van afirmar la teologia de l'alliberament com a part de la seva ideologia política. Blase Bonpane, pare Maryknoll i exdirector fundador de l'Oficina de les Amèriques, va dir: "El nou papa no s'ha trobat còmode amb la teologia de l'alliberament".
L'11 de setembre de 2013, el papa Francesc va hostatjar a Gutiérrez en la seva residència, el que portà a alguns a comentar que això era un senyal d'escalfament de les relacions entre els teòlegs de l'alliberament i la jerarquia. El mateix mes, L'Osservatore Romano va publicar un article del prefecte de la Congregació per a la Doctrina de la Fe, l'arquebisbe Gerhard Müller lloant Gutiérrez. El 18 de gener de 2014, Francesc es va reunir amb Arturo Paoli, un sacerdot italià que el Papa coneixia pel llarg servei de Paoli a Argentina. Paoli es reconeix com un exponent de la teologia de l'alliberament avant la lettre i la reunió va ser vista com un signe de "reconciliació" entre el Vaticà i els liberacionistes.
Miguel d'Escoto, sacerdot Maryknoll de Nicaragua, havia estat sancionat amb una suspensió a divinis de les seves funcions públiques el 1984 pel papa Joan Pau II, per a l'activitat política al govern sandinista (d'esquerres) a Nicaragua. Francesc va aixecar la suspensió a l'agost de 2014, en resposta a una petició de d'Escoto.
En una conferència de 2015 de premsa al Vaticà organitzada per Càritas Internacional, la federació d'agències catòliques d'ajuda, Gutiérrez va assenyalar que si bé hi havia hagut en el passat alguns moments difícils pel diàleg amb la Congregació per a la Doctrina de la Fe, la teologia de l'alliberament mai havia estat condemnada. Tot i que cada cop es dona més importància en els ensenyaments de l'Església sobre els pobres, no considerava que la TA estigui passant per una rehabilitació, ja que mai havia estat "deshabilitada".

## Autors destacats
- Marcella Althaus-Reid
- Jean-Bertrand Aristide
- Leonardo Boff
- Jose Miguez Bonino
- Hélder Câmara
- Ernesto Cardenal
- Pere Casaldàliga
- Ignacio Ellacuría
- Gustavo Gutiérrez
- Paul Gauthier
- Erwin Kräutler
- Leonidas Proaño
- Óscar Romero
- Samuel Ruiz García
- Juan Luis Segundo
- Jon Sobrino
- Camilo Torres Restrepo
- Carlos Felipe Ximenes Belo
- Enrique Dussel, filosofia de l'Alliberament.